# Янош Ромбауер
Ян (Янош, Іоганн) Ромбауер (словац. János Rombauer, 1782, Левоча, Австрійська імперія — 1849) — словацький австрійський та російський художник, який тривалий час працював і мешкав у Російській імперії.

## Біографія
Уродженець словацького міста Левоча. Художню майстерність опановував в Левочі у Я. Я. Штундера. Німець за походженням.
У 1806 випадково познайомився із графом Йосипом Августом Ілінським, під впливом котрого наважився перебратися до Російської імперії у пошуках щастя чи успіху. Дорогою до Петербурга на деякий час затримується у одному з маєтків Ільїнського на Волині.
У 1824 повернувся на Батьківщину та працював у Пряшеві.
Життя Ромбауера наразі мало вивчене дослідниками.

## Творчість
Майже 18 років у Петербурзі вивчав скарбниці Імператорського Ермітажу, удосконалював свою майстерність. Брав участь у виставках, створював переважно портрети.
1820-ті маляр створив портрет 35-річної дружини графа Павла Івановича Кутайсова, уродженої Лопухіної, у червоній оксамитовій сукні з білими витонченими мереживними комірцем і манжетами. Нині портрет виставлено у постійній експозиції Дніпровського художнього музею.

## Галерея

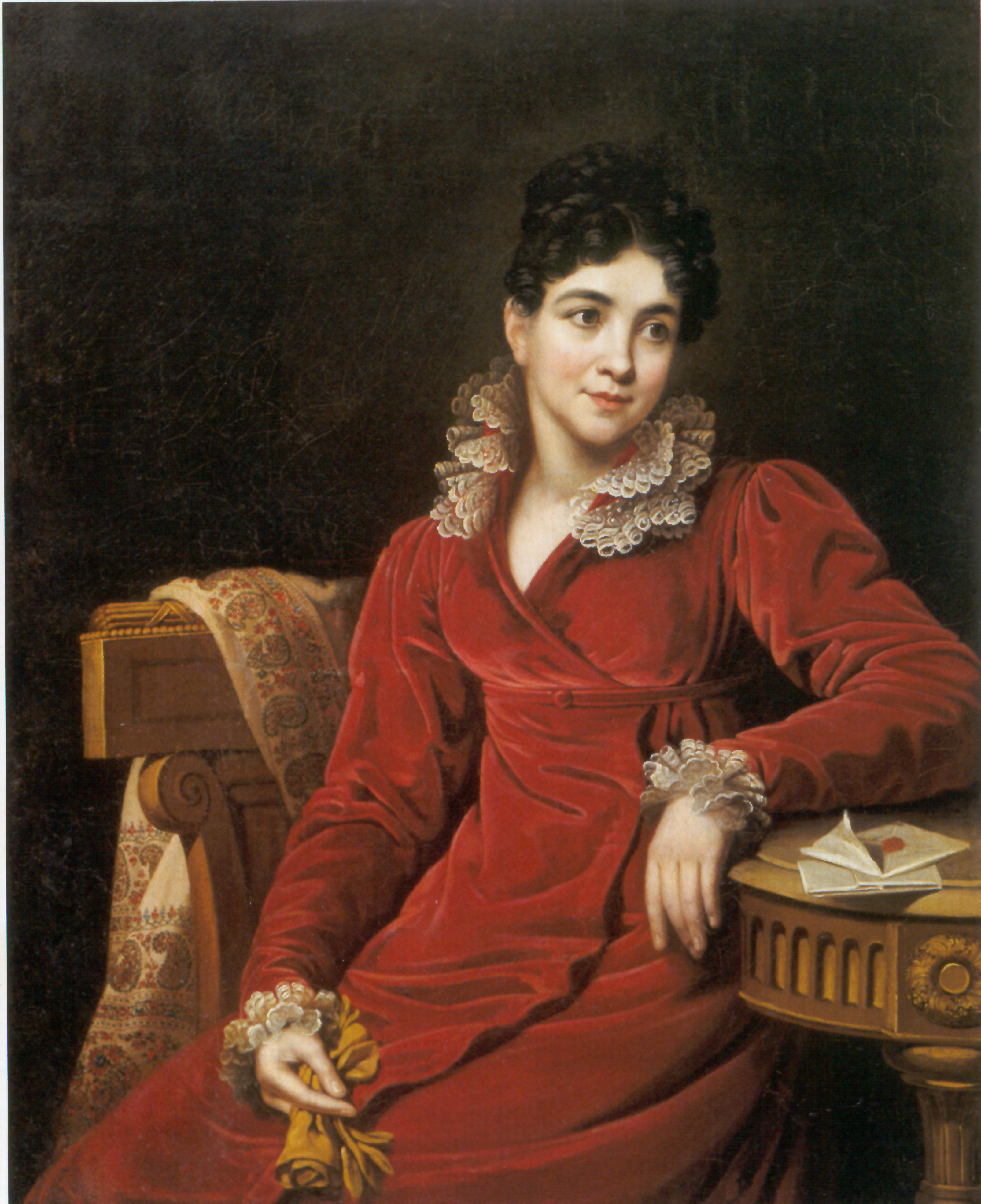
Портрет Параски Кутайсової, 1820. Дніпровський художній музей
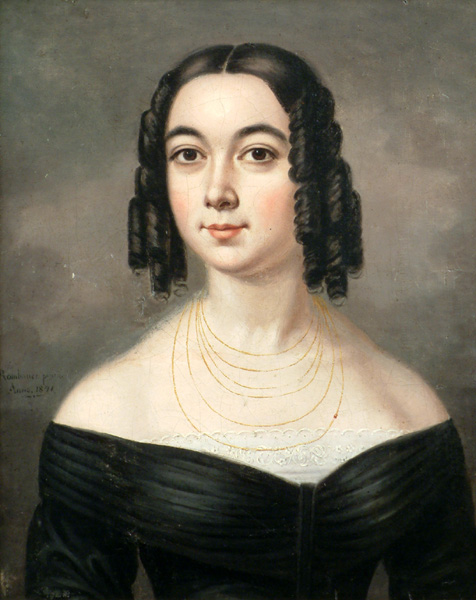
Йоганна Кобилиць, 1841
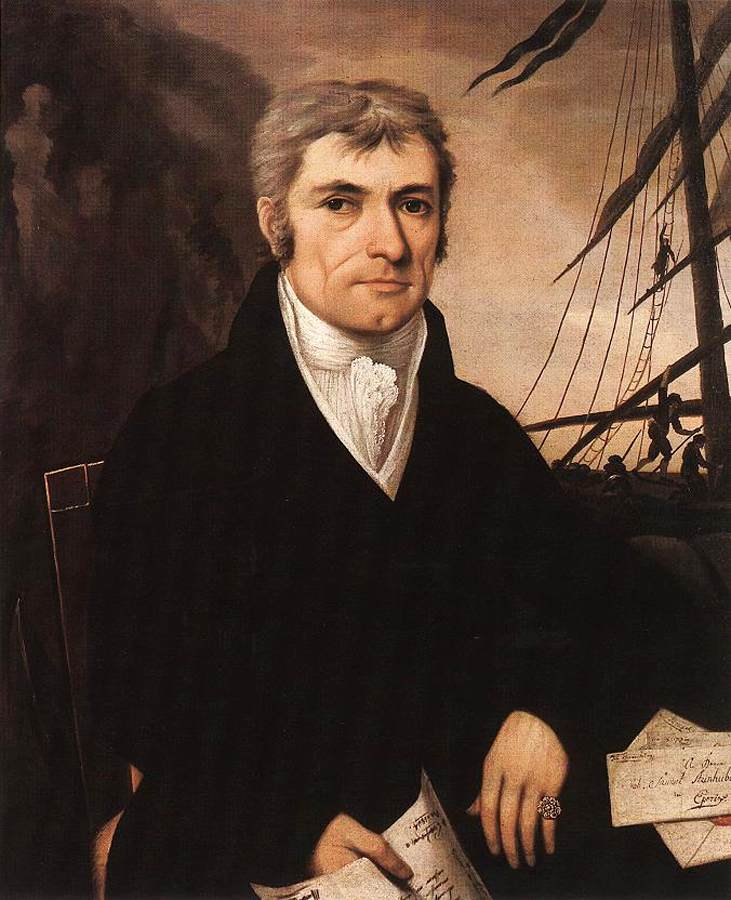
Семюел Штейнхубл, комерсант, 1804
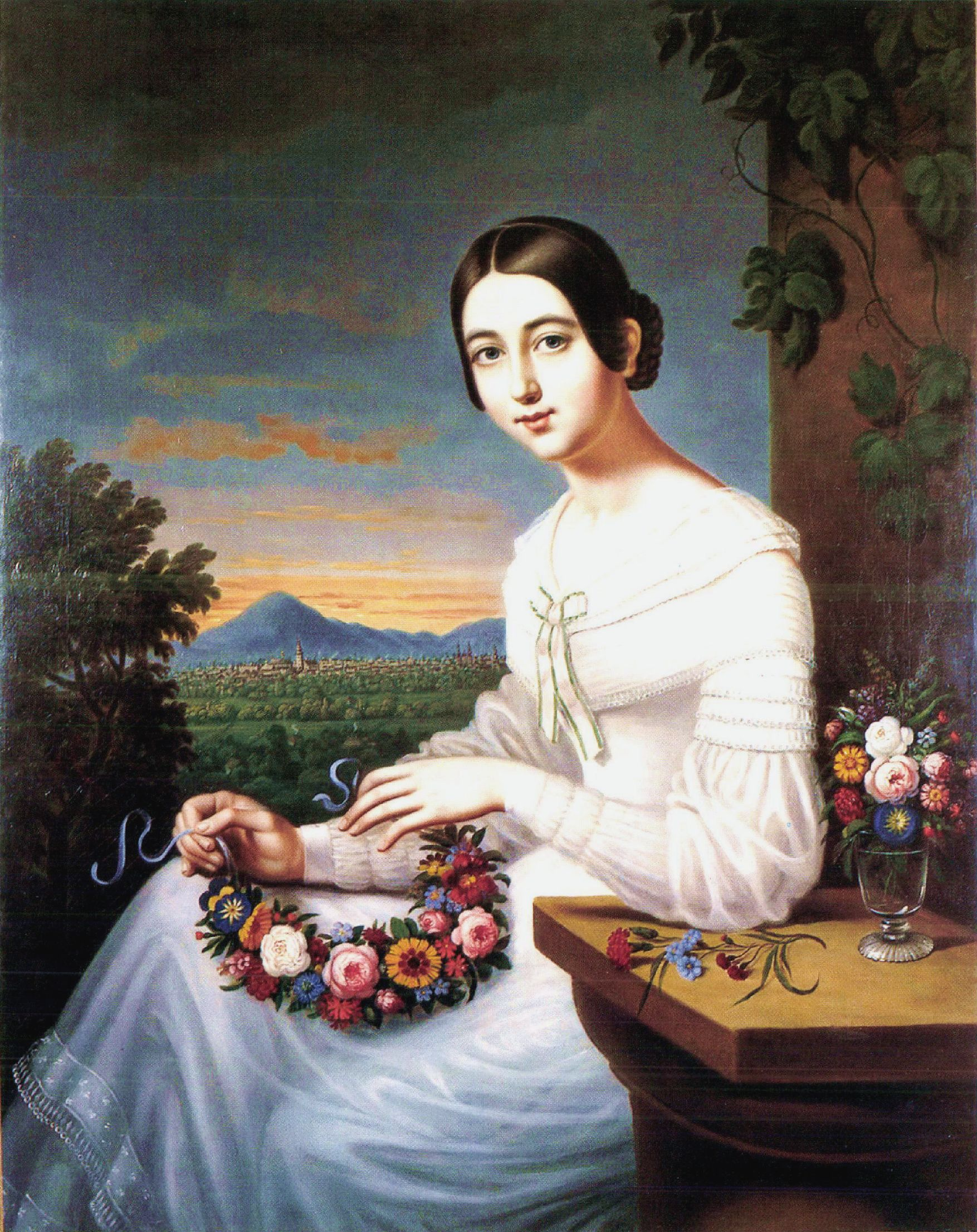
Так звана «Флора», 1830
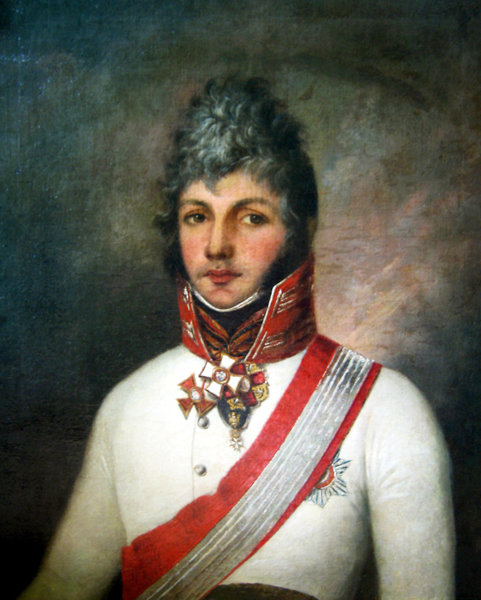
Уваров Федір Петрович, 1806
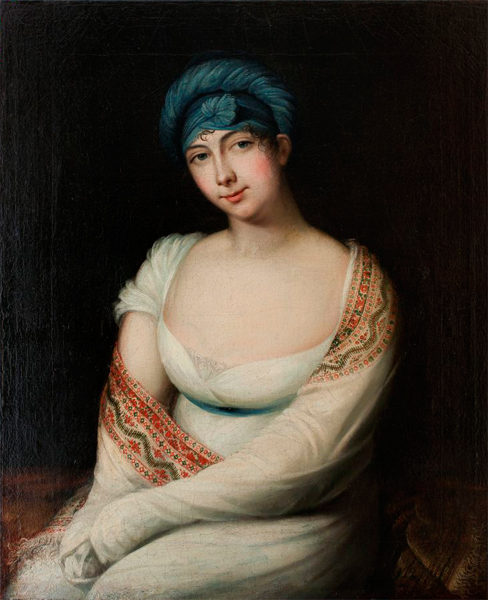
Марія Уварова, 1806
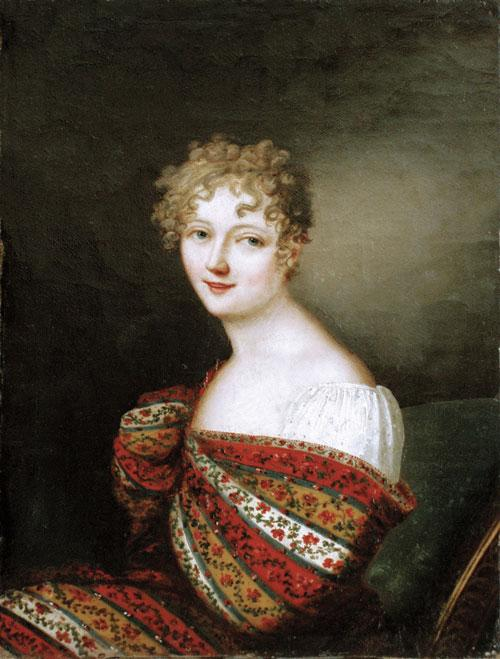
Графиня Ілінська, 1808
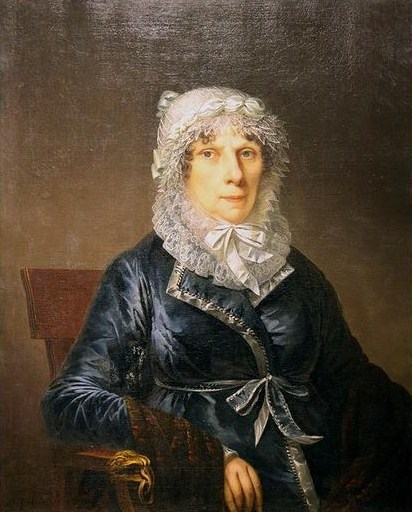
Єлізавета Аракчеєва, 1809
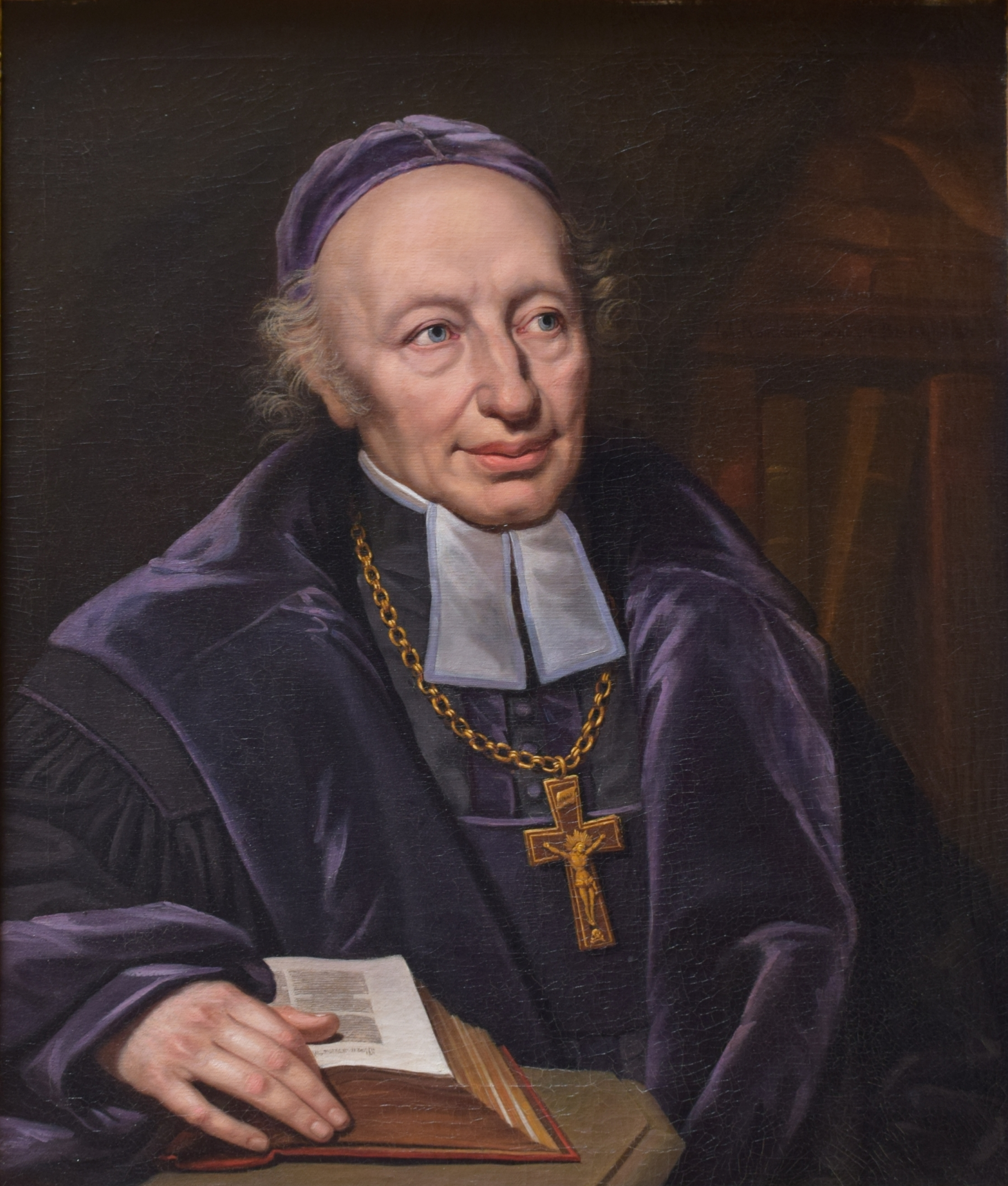
Ігнац Аврелій Фесслер, 1821